# Bloomington (Minnesota)
Bloomington is een plaats (city) in de Amerikaanse staat Minnesota, en valt bestuurlijk gezien onder Hennepin County.

## Demografie
Bij de volkstelling in 2000 werd het aantal inwoners vastgesteld op 85.172.
In 2006 is het aantal inwoners door het United States Census Bureau geschat op 80.869, een daling van 4303 (-5,1%).

## Geografie
Volgens het United States Census Bureau beslaat de plaats een oppervlakte van
99,4 km², waarvan 91,9 km² land en 7,5 km² water. Bloomington ligt op ongeveer 256 m boven zeeniveau.

## Plaatsen in de nabije omgeving
De onderstaande figuur toont nabijgelegen plaatsen in een straal van 12 km rond Bloomington.